# Дуреевская
Дуре́евская — деревня в Шатурском муниципальном районе Московской области. Входит в состав Кривандинского сельского поселения. Население — 56 чел. (2013).

## Расположение
Деревня Дуреевская расположена в центральной части Шатурского района, расстояние до МКАД порядка 130 км. Высота над уровнем моря 118 м.

## Название
В письменных источниках деревня упоминается как Дуреевская.
Название связано с некалендарным личным именем Дурей.

## История
Впервые упоминается в писцовой Владимирской книге В. Кропоткина 1637—1648 гг. как деревня Дуреевская Кривандинской волости Владимирского уезда. Деревня принадлежала Кузьме Тимофеевичу Солнцову, Степаниде Солнцевой, Никифору Гавриловичу Звягину и Наталье Алексеевне Уваровой.
Последними владельцами деревни перед отменой крепостного права были помещики Федоровские.
После отмены крепостного права деревня вошла в состав Лузгаринской волости.
После Октябрьской революции 1917 года был образован Дуреевский сельсовет в составе Лузгаринской волости Егорьевского уезда Рязанской губернии. В сельсовет входила деревня Дуреевская и село Кривандино.
В 1925 году из Дуреевского сельсовета был выделен Кривандинский. В 1926 году Дуреевский сельсовет был упразднён, а деревня Дуреевская передана Кривандинскому сельсовету. В ходе реформы административно-территориального деления СССР в 1929 году деревня Дуреевская в составе Кривандинского сельсовета передана в Шатурский район Орехово-Зуевского округа Московской области.
В 1953 году деревня вошла в состав Алексино-Туголесского сельсовета, а с 1972 года находилась в Лузгаринском сельсовете.

## Население
| 1859 | 1868 | 1885 | 1905 | 1926 | 1970 |
| ---- | ---- | ---- | ---- | ---- | ---- |
| 125  | ↗147 | ↗209 | ↗271 | ↗285 | ↘172 |
| 1993 | 2002 | 2006 | 2010 | 2011 | 2013 |
| ↘52  | ↘42  | ↗50  | ↗54  | ↗60  | ↘56  |